# 神戸第一高校生徒飛び降り自殺未遂事件
神戸第一高校生徒飛び降り自殺未遂事件（こうべだいいちこうこうせいととびおりじさつみすいじけん）は、2017年（平成29年）に発生した神戸第一高等学校に通う生徒がいじめを苦に自殺未遂をした事件。

## 概要

### 事件の発生
後に自殺未遂をすることとなる女子生徒は当時に神戸第一高等学校に通っており、そこでは高校2年生の秋ごろから同級生に机や椅子に大量の紙切れを貼られたり、聞こえるように暴言を言われるいじめを受けるようになった。自殺未遂をする当日にも嫌がらせを受けていた。このような事をされた女子生徒は衝撃を受けたが、どのように反応をすればよいのか分からず、笑いたくも無いのに笑っていたという状況であった。担任教諭はこのような状況をじゃれあいであると判断して、校内では問題としていなかった。
2017年（平成29年）2月24日にこの女子生徒は兵庫県内の公園の石垣から飛び降り自殺未遂をした。石垣の高さは約13メートルであり、飛び降りたときに頭を強く打ち、首の骨を折るなどをして3ヶ月以上にわたって入院することとなった。

### 事件の究明
神戸第一高等学校では同年5月にいじめ防止対策推進法に基づき第三者委員会を設置する。そこではいじめがあったと認定され、いじめが無ければ自殺行為には至らなかったと指摘される。担任教諭がいじめとされた行為をじゃれあいと判断して問題共有していなかった点は問題点であると指摘。学校側がいじめに対して組織的、継続的に対応していれば自殺未遂を相当の確率で防ぐことができたと結論付けられた。
自殺未遂をした女子生徒は、直後に意識障害となり、後にも同級生からのいじめの幻聴や幻覚に悩まされて生活をすることとなる。女子生徒はいじめと認められたことはうれしいが、生きていて良かったとは思えない状況となった。